# Neostothis
Neostothis is een spinnengeslacht in de taxonomische indeling van de bruine klapdeurspinnen (Nemesiidae).
Neostothis werd in 1925 beschreven door Vellard.

## Soort
Neostothis omvat de volgende soort:
- Neostothis gigas Vellard, 1925